# Gare de Lierre
Ne doit pas être confondu avec Gare de Lier (Norvège).
La gare de Lierre (en néerlandais : station Lier) est une gare ferroviaire belge des lignes 13, de Lierre à Kontich, 15, d'Anvers à Hasselt et 16, de Lierre à Aarschot située dans la ville de Lierre, dans la province d'Anvers en Région flamande.
C'est une gare de la Société nationale des chemins de fer belges (SNCB) desservie par des trains InterCity (IC), Suburbains (S33), Omnibus (L), d'Heure de pointe (P) et Touristiques (T) (durant les vacances d'été).

## Histoire
Bien que la gare ait été ouverte le 23 avril 1855 avec la ligne de chemin de fer 13, il n'y avait alors qu'une halte à Lierre. Le bâtiment n'a été construit qu'en 1861, selon la conception de l'architecte Auguste Payen (junior). Il est construit en style néoclassique. La partie centrale a deux étages (un rez-de-chaussée et un premier étage) et se compose de cinq baies. À gauche et à droite, se trouvent des bâtiments latéraux à quatre baies. Après la construction du bâtiment de la gare, l'expansion urbaine s'est déroulée lentement. Ce n'est qu'à partir du début du siècle suivant qu'un nouveau quartier apparaît dans les environs de la gare.
La place Leopold est devenu le centre commercial de ce quartier. Vers 1900, plusieurs bâtiments industriels ont été ajoutés, notamment une fabrique de dentelle, une usine de tissage, une imprimerie et une scierie à vapeur. De plus, des hangars ont été construits pour le stockage de toutes sortes de marchandises.
Le 29 septembre 1914, Lierre est bombardé par les Allemands, causant de nombreux dégâts dans les environs de la gare. De nombreuses maisons ont été détruites ou endommagées.
Depuis 1995, le bâtiment est protégé en tant que monument classé.

## Service des voyageurs

### Accueil
Gare SNCB, elle dispose d'un bâtiment munis de guichets et d'un automate pour la vente des billets. Un parking pour les voitures et une aire de parcage pour les vélos se trouvent à proximité.
Les quais sont accessibles par un tunnel sous voies.

### Desserte
Lier est desservie par des trains InterCity (IC), Suburbains (S33), Omnibus (L), d'Heure de pointe (P) et Touristiques (T) de la SNCB circulant sur la ligne commerciale 15 : Anvers - Lierre - Mol - Hasselt (voir brochure SNCB de la ligne 15).

#### Semaine
La desserte est constituée de sept relations cadencées à l'heure :
- des trains IC-10 reliant Anvers-Central à Hasselt ou Hamont (via Bourg-Léopold et Mol), toutes les heures (à Mol, ces trains sont divisés en deux, une partie repart vers Hasselt, l'autre vers Hamont) ;
- des trains IC-09 entre Anvers-Central et Louvain, via Aarschot ;
- des trains IC-11 reliant Binche à Turnhout via La Louvière, Bruxelles et Malines ;
- des trains IC-15 d'Anvers-Central à Hasselt via Diest (sans arrêt à Aarschot) ;
- des trains IC-30 entre Anvers-Central et Turnhout ;
- des trains de la ligne S33 du réseau S anversois circulant entre Anvers-Central et Mol (toutes les heures) ;
- des trains L reliant Anvers-Central à Louvain, via Aarschot.

Plusieurs trains supplémentaires desservent également Lierre en heure de pointe :
- trois trains P de Aarschot à Anvers-Central (le matin, dans l’autre sens l’après-midi) ;
- un unique train P de Louvain à Anvers-Central via Aarschot (le matin) ;
- un train P de Neerpelt à Bruxelles-Midi via Mol et Malines (le matin, retour en fin d’après-midi) ;
- un train P de Mol à Bruxelles-Midi via Malines (le matin, retour en fin d’après-midi) ;
- deux trains P de Lierre à Herentals (le matin, retour en fin d’après-midi) ;
- trois trains S33 supplémentaires de Herentals à Anvers-Central (le matin, retour en fin d’après-midi).

#### Week-end et fériés
Il existe quatre dessertes régulières : les trains IC-09, circulant entre Anvers-Central et Liège-Guillemins via Aarschot et Tongres (sans desservir Louvain) ; IC-10, Anvers-Central - Mol - Hasselt / Hamont ; IC-30, Anvers-Central - Turnhout et les trains L Anvers-Central - Louvain.
Le dimanche, en fin d'après-midi, il existe trois trains P reliant Hamont, Mol et Essen à Heverlee ou Sint-Joris-Weert (près de Louvain) qui ne circulent qu'en période scolaire.

#### Vacances
Durant les vacances d'été, deux trains T relient respectivement Neerpelt et Turnhout à Blankenberge, le matin, et effectuent le trajet inverse en fin d'après-midi. Ils permettent également d'atteindre Malines, Termonde, Gand et Bruges. Les trains de- et vers Turnhout ne circulent que durant les week-ends ; les autres tous les jours.

## Comptage voyageurs
Ce graphique et tableau montre le nombre de voyageurs embarquant en moyenne durant la semaine, le samedi et le dimanche.
| Nombre de passagers qui embarquent à la gare de Lierre | Nombre de passagers qui embarquent à la gare de Lierre | Nombre de passagers qui embarquent à la gare de Lierre | Nombre de passagers qui embarquent à la gare de Lierre |
|                                                        | Semaine                                                | Samedi                                                 | Dimanche                                               |
| ------------------------------------------------------ | ------------------------------------------------------ | ------------------------------------------------------ | ------------------------------------------------------ |
| 1977                                                   | 2 199                                                  | 403                                                    | 373                                                    |
| 1978                                                   | 2 344                                                  | 389                                                    | 339                                                    |
| 1979                                                   | 2 037                                                  | 459                                                    | 408                                                    |
| 1980                                                   | 2 337                                                  | 540                                                    | 567                                                    |
| 1981                                                   | 3 517                                                  | 928                                                    | 1 108                                                  |
| 1982                                                   | 3 301                                                  | 1 220                                                  | 987                                                    |
| 1983                                                   | 3 104                                                  | 925                                                    | 1 058                                                  |
| 1984                                                   | 4 274                                                  | 1 363                                                  | 1 209                                                  |
| 1985                                                   | 4 544                                                  | 1 359                                                  | 1 391                                                  |
| 1986                                                   | 4 479                                                  | 1 635                                                  | 1 251                                                  |
| 1987                                                   | 4 480                                                  | 1 519                                                  | 1 439                                                  |
| 1988                                                   | 4 709                                                  | 1 659                                                  | 1 853                                                  |
| 1989                                                   | 4 593                                                  | 1 757                                                  | 1 547                                                  |
| 1990                                                   | 4 659                                                  | 2 131                                                  | 1 914                                                  |
| 1991                                                   | 4 909                                                  | 2 120                                                  | 1 895                                                  |
| 1992                                                   | 4 638                                                  | 2 293                                                  | 2 090                                                  |
| 1993                                                   | 4 533                                                  | 2 275                                                  | 2 002                                                  |
| 1994                                                   | 4 791                                                  | 1 971                                                  | 1 388                                                  |
| 1995                                                   | 4 093                                                  | 1 943                                                  | 1 941                                                  |
| 1996                                                   | 5 209                                                  | 1 807                                                  | 1 531                                                  |
| 1997                                                   | 4 639                                                  | 2 144                                                  | 2 305                                                  |
| 1998                                                   | 4 748                                                  | 1 465                                                  | 1 428                                                  |
| 1999                                                   | 4 772                                                  | 1 324                                                  | 1 160                                                  |
| 2000                                                   | 5 269                                                  | 1 454                                                  | 1 366                                                  |
| 2001                                                   | 4 833                                                  | 1 190                                                  | 1 128                                                  |
| 2002                                                   | 4 619                                                  | 1 373                                                  | 1 428                                                  |
| 2003                                                   | 4 536                                                  | 1 356                                                  | 1 390                                                  |
| 2004                                                   | 4 992                                                  | 1 520                                                  | 1 413                                                  |
| 2005                                                   | 4 800                                                  | 1 674                                                  | 1 872                                                  |
| 2006                                                   | 5 168                                                  | 1 504                                                  | 1 570                                                  |
| 2007                                                   | 5 020                                                  | 1 538                                                  | 1 550                                                  |
| 2008                                                   | -                                                      | -                                                      | -                                                      |
| 2009                                                   | 4 880                                                  | 1 508                                                  | 1 522                                                  |
| 2010                                                   | -                                                      | -                                                      | -                                                      |
| 2011                                                   | -                                                      | -                                                      | -                                                      |
| 2012                                                   | 5 432                                                  | 1 555                                                  | 1 900                                                  |
| 2013                                                   | 5 699                                                  | 1 944                                                  | 1 819                                                  |
| 2014                                                   | 5 711                                                  | 1 871                                                  | 1 927                                                  |
| 2015                                                   | 5 417                                                  | 1 846                                                  | 1 981                                                  |
| 2016                                                   | 5 393                                                  | 1 774                                                  | 1 979                                                  |
| 2017                                                   | 5 766                                                  | 1 933                                                  | 2 193                                                  |
| 2018                                                   | 5 651                                                  | 2 256                                                  | 2 251                                                  |
| 2019                                                   | 5 724                                                  | 2 037                                                  | 2 092                                                  |
| 2020                                                   | 3 692                                                  | 1 462                                                  | 1 720                                                  |
| 2021                                                   | -                                                      | -                                                      | -                                                      |
| 2022                                                   | 5 250                                                  | 2 475                                                  | 2 945                                                  |
| 2023                                                   | 5 191                                                  | 2 658                                                  | 2 579                                                  |
| 2024                                                   | 5 617                                                  | 2 892                                                  | 2 461                                                  |

## Galerie de photographies

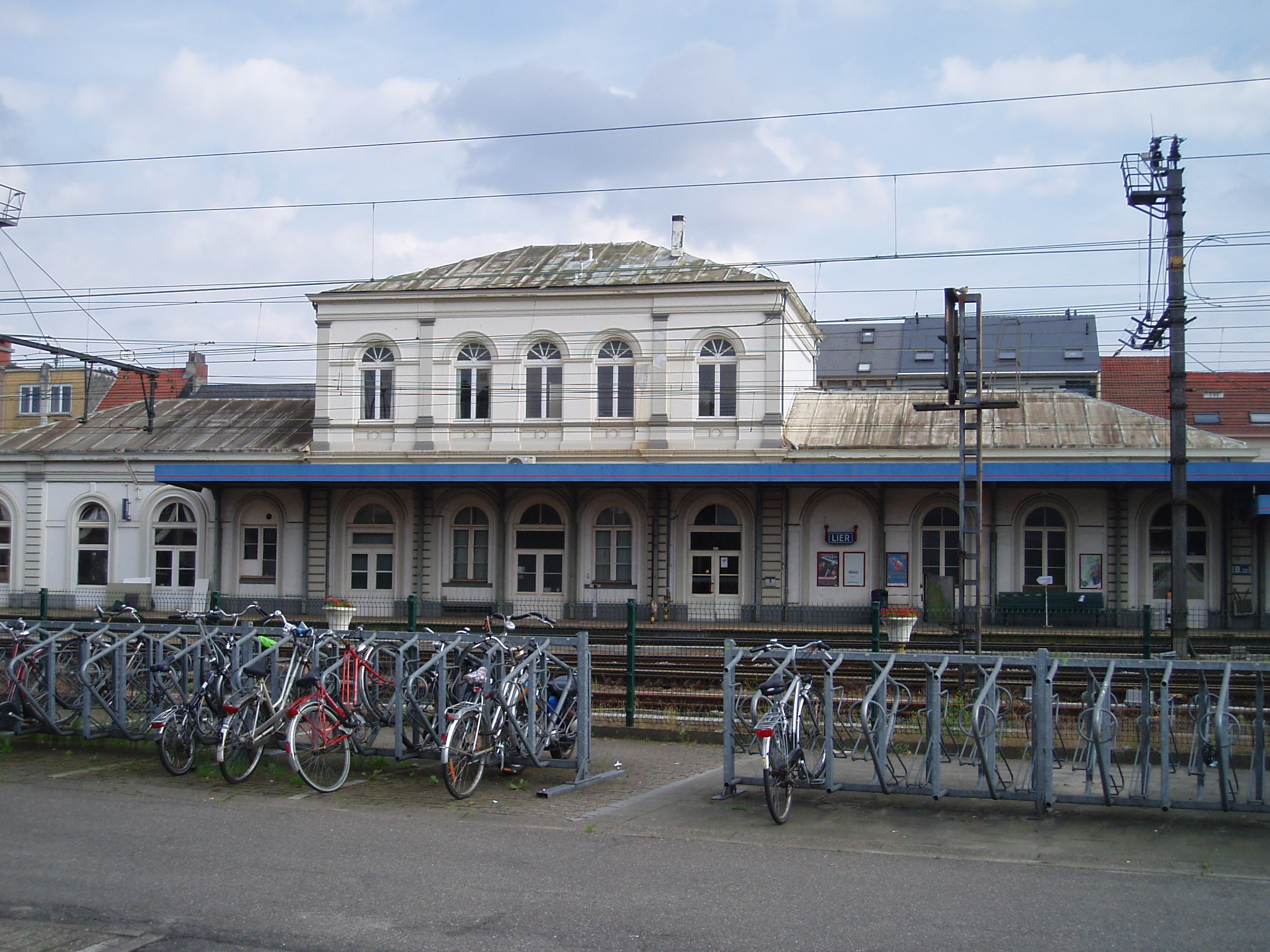
Le bâtiment, côté quai (2013).
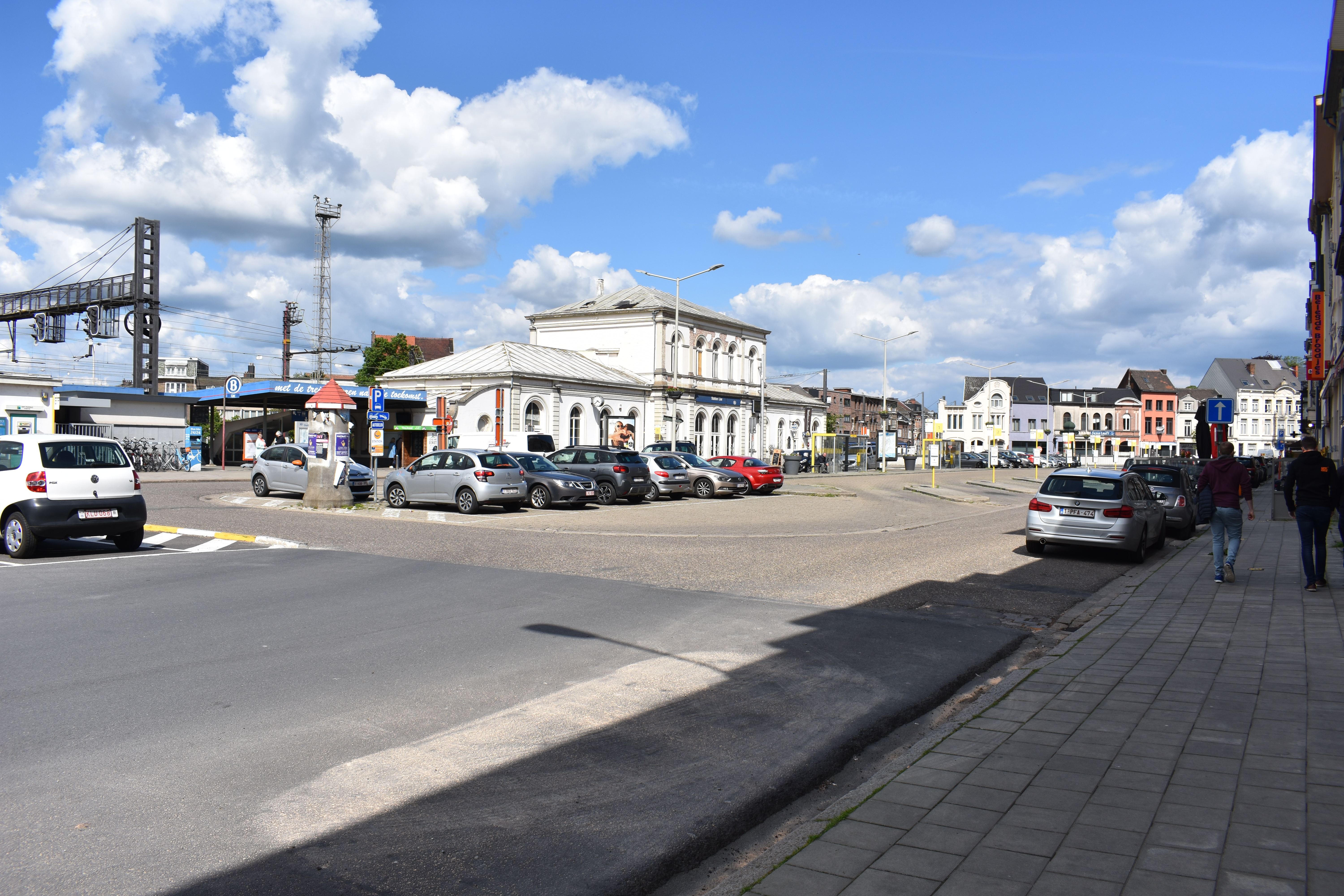
Place de la gare (2019).
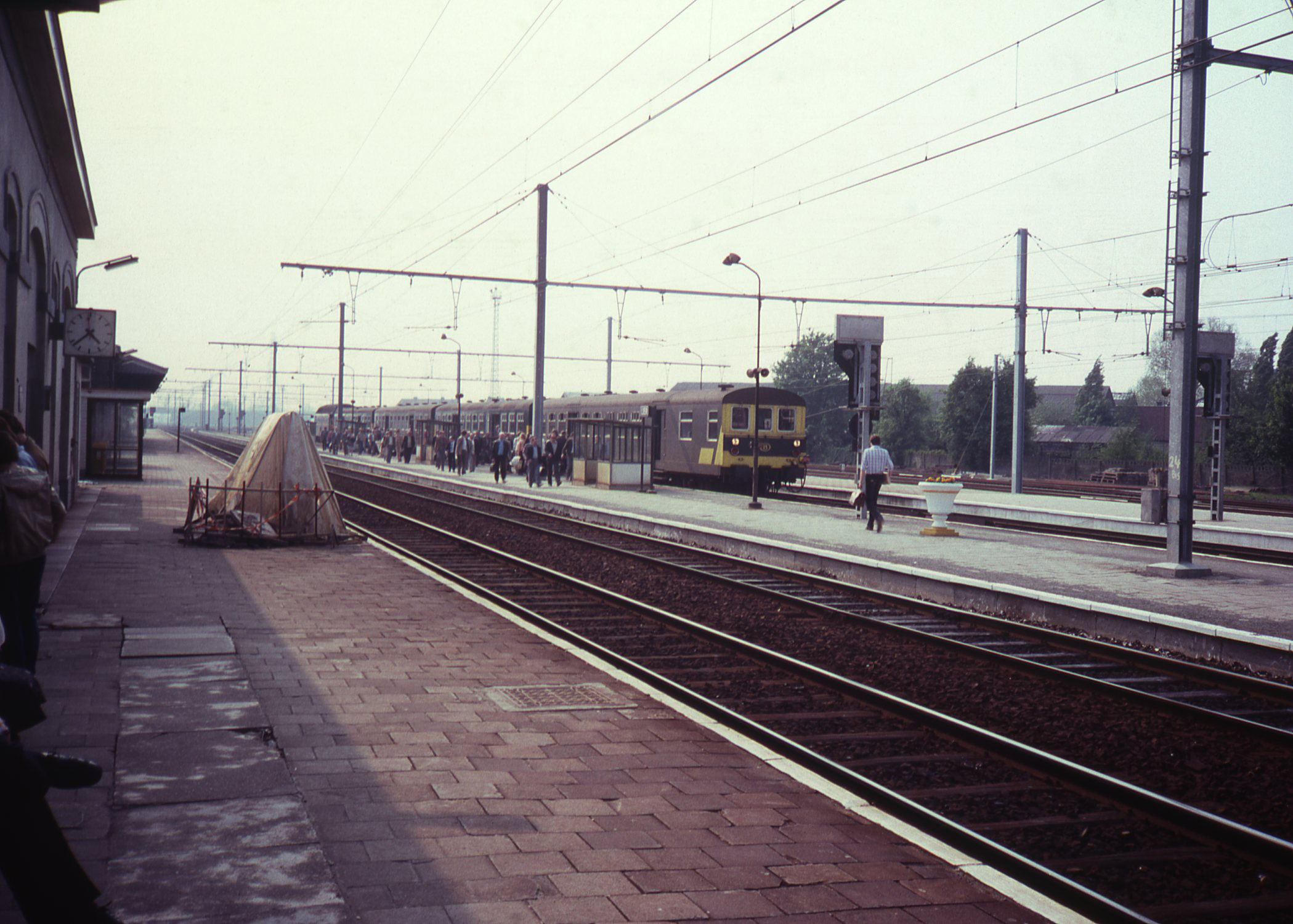
Train en gare (1981).
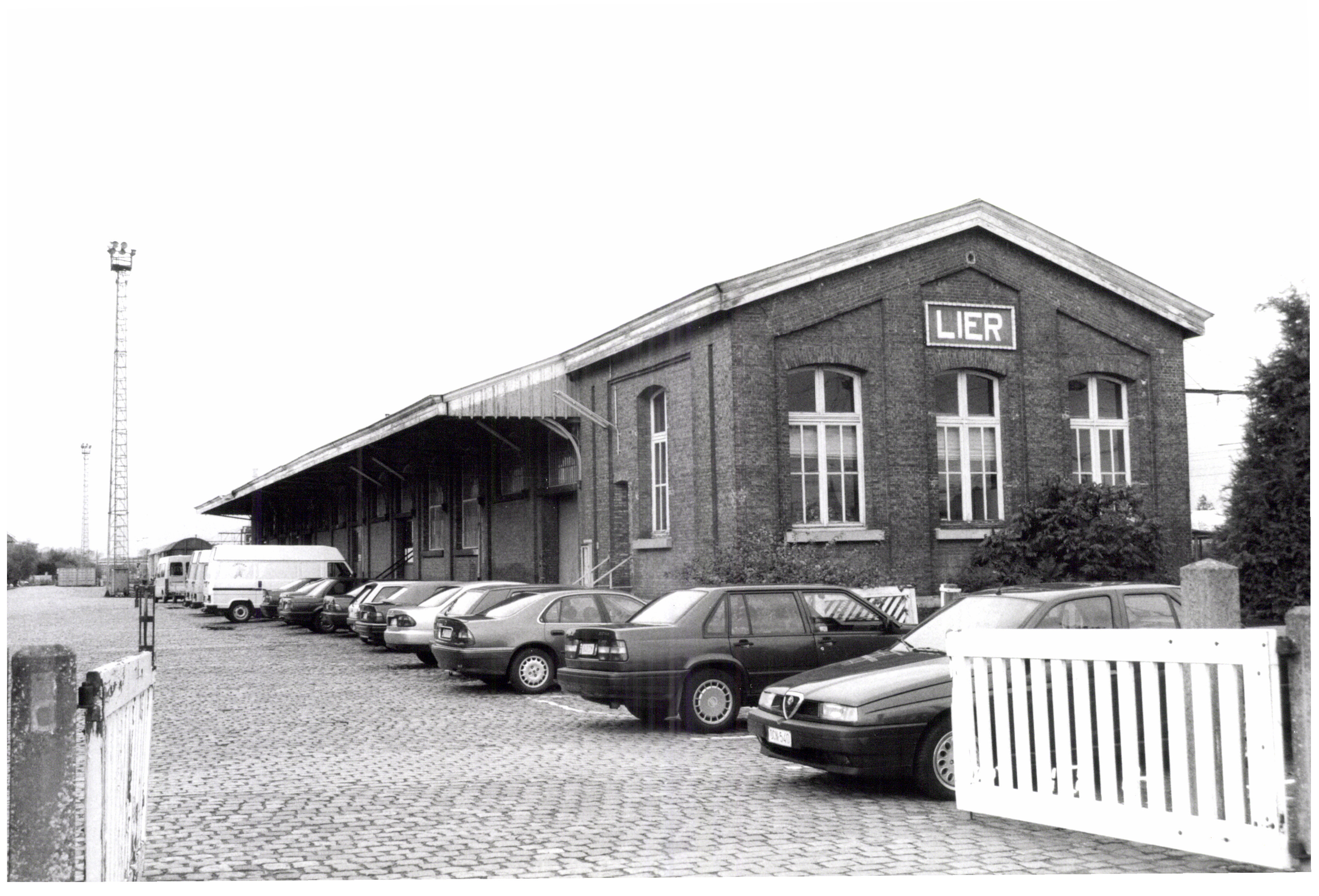
Halle à marchandises.